# Piotr Gudel
Piotr Gudel (ur. 4 lutego 1990 w Białymstoku) − polski bokser kategorii superkoguciej.

## Kariera amatorska
Wielokrotnie zdobywał medale na mistrzostwach Polski juniorów jak i seniorów. W 2011 został mistrzem Polski w kategorii muszej. Ponadto zostawał wicemistrzem Polski w kategorii muszej (2010) oraz mistrzem do lat 23 w 2012.

### Występy międzynarodowe
W marcu 2010 reprezentował Polskę na chorwackim turnieju Zlatko Hrbić Memorial. W półfinale tego turnieju przegrał na punkty (1:4) z Hiszpanem Francisco Torrijosem. W październiku 2010 był ćwierćfinalistą uniwersyteckich mistrzostw świata. W ćwierćfinale przegrał z Rosjaninem Dmitrijem Sotnikowem. W grudniu tego samego roku został mistrzem turnieju trzech Narodów, zwyciężając w kategorii papierowej.

## Kariera zawodowa
29 czerwca 2013 w Amfiteatrze w Ostródzie w debiucie przegrał jednogłośnie na punkty 37:40, 36:40 i 37:39 z Rafałem Kaczorem. 
6 grudnia 2013 po czterech rundach wygrał jednogłośnie na punkty (40:35, 40:35 i 40:35) z Białorusinem Artsiomem Pavinichem (1-0-1). 
8 listopada 2014 w krakowskiej Arenie  wygrał niejednogłośnie na punkty (57:56, 55:58 i 58:56) w rewanżowym pojedynku z Rafałem Kaczorem.
31 stycznia 2015 na gali Wojak Boxing Night w Toruniu Gudel po  sześciu rundach pokonał jednogłośnie na  punkty (57:56, 58:56 i 58:56) Krzysztofa Rogowskiego (9-11-0).
22 sierpnia 2015 w Międzyzdrojach remisował 75:76, 77:76 i 76:76 z Hiszpanem Marcem Vidalem (4-1-4, 1 KO). Werdykt sędziów został uznany  za skandaliczny.
27 października 2018 w Wieliczce pokonał na punkty 77:75, 75:77 i 78:74 Marka Jędrzejewskiego (14-2, 13 KO) na dystansie ośmiu rund.
20 czerwca 2020 na gali MB Boxing Night 7 w Arłamowie przegrał przed czasem w piątej rundzie z Kamilem Łaszczykiem (28-0, 10 KO).

## Lista walk zawodowych
| Statystyka stoczonych walk zawodowych |
| --- |
| Zwycięstw: 10 (KO – nokautów: 1, walk zakończonych na punkty: 9) Przegranych: 10 (KO – nokautów: 5, walk zakończonych na punkty: 5) Remisów: 1 |

| Wynik      | Rekord | Przeciwnik (bilans przed walką) | Rozstrzygnięcie | Runda       | Data                 | Miejsce                                  | Uwagi           |
| ---------- | ------ | ------------------------------- | --------------- | ----------- | -------------------- | ---------------------------------------- | --------------- |
| Zwycięstwo | 9-2-1  | Marek Jedrzejewski (14-1)       | SD              | 8 (8)       | 27 października 2018 | Kopalnia Soli, Wieliczka                 |                 |
| Zwycięstwo | 8-2-1  | Yuri Chumak (1-1)               | UD              | 6 (6)       | 14 września 2018     | Lodowisko BOSiR, Białystok               |                 |
| Zwycięstwo | 8-2-1  | Andrei Nurchynski (9-27-5)      | PTS             | 4 (4)       | 10 marca 2018        | Hala Szkoly Podstawowej nr 50, Białystok |                 |
| Zwycięstwo | 7-2-1  | Petr Gina (7-35-2)              | KO              | 2 (4), 2:52 | 7 października 2017  | Lodowisko BOSiR, Białystok               |                 |
| Porażka    | 5-2-1  | Kamil Łaszczyk (22-0)           | UD              | 6 (6)       | 22 października 2016 | Kopalnia Soli, Wieliczka                 |                 |
| Zwycięstwo | 5-1-1  | Krzysztof Rogowski (10-19)      | MD              | 4 (4)       | 20 sierpnia 2016     | Amfiteatr, Międzyzdroje                  |                 |
| Zwycięstwo | 4-1-1  | Edward Bjorklund (1-1-1)        | PTS             | 6 (6)       | 22 października 2015 | Aqua Zyrardow, Żyrardów                  |                 |
| Remis      | 3-1-1  | Marc Vidal (4-1-4)              | SD              | 8           | 22 sierpnia 2015     | Amfiteatr, Międzyzdroje                  |                 |
| Zwycięstwo | 3-1    | Krzysztof Rogowski (9-11)       | UD              | 6 (6)       | 31 stycznia 2015     | Hala Widowiskowo-Sportowa, Toruń         |                 |
| Zwycięstwo | 2-1    | Rafał Kaczor (1-1)              | SD              | 6 (6)       | 8 listopada 2014     | Kraków Arena, Kraków                     |                 |
| Zwycięstwo | 1-1    | Artsiom Pavinich (1-1-1)        | UD              | 4 (4)       | 6 grudnia 2013       | Białobrzegi                              |                 |
| Porażka    | 0-1    | Rafał Kaczor (0-0)              | UD              | 4 (4)       | 29 czerwca 2013      | Amfiteatr, Ostróda                       | debiut zawodowy |

TKO – techniczny nokaut, KO – nokaut, UD – jednogłośna decyzja, SD- niejednogłośna decyzja, MD – decyzja większości, PTS – walka zakończona na punkty, DQ – dyskwalifikacja